# جائزة الولايات المتحدة الكبرى 1960
جائزة الولايات المتحدة الكبرى 1960 هو سباق فورمولا 1 أقيم بتاريخ 20 نوفمبر 1960 في كاليفورنيا. كان العاشر من أصل 10 في بطولة العالم لسباقات الفورمولا واحد موسم 1960. فاز به البريطاني ستيرلنغ موس.